# 刺虎耳草
刺虎耳草（学名：Saxifraga bronchialis）为虎耳草科虎耳草属下的一个种。

## 扩展阅读
- 維基物種上的相關：刺虎耳草